# Roodsnavelklauwier
De roodsnavelklauwier (Prionops caniceps) is een vogel uit de familie Prionopidae (helmklauwieren).

## Verspreiding en leefgebied
Deze soort komt voor in westelijk Afrika en telt twee ondersoorten:
- P. c. caniceps: van Guinee en Mali tot Togo.
- P. c. harterti: van Benin tot Kameroen.

## Status
De grootte van de populatie is niet gekwantificeerd maar de soort wordt omschreven als schaars tot plaatselijk algemeen. Op de Rode lijst van de IUCN heeft deze soort de status niet bedreigd.